# Berta Bou Salas
Berta Bou Salas (Torroella de Montgrí, 6 giugno 1999) è una calciatrice spagnola, difensore del Parma.

## Carriera

### Club
Nell'agosto 2024 viene acquistata dal Como.
Il 10 luglio 2025 firma con il Parma, neopromosso in massima serie.

## Statistiche

### Presenze e reti nei club
Statistiche aggiornate all'11 maggio 2025.
| Stagione                  | Squadra                   | Campionato                | Campionato | Campionato | Coppe nazionali | Coppe nazionali | Coppe nazionali | Coppe continentali | Coppe continentali | Coppe continentali | Altre coppe | Altre coppe | Altre coppe | Totale | Totale |
| Stagione                  | Squadra                   | Comp                      | Pres       | Reti       | Comp            | Pres            | Reti            | Comp               | Pres               | Reti               | Comp        | Pres        | Reti        | Pres   | Reti   |
| ------------------------- | ------------------------- | ------------------------- | ---------- | ---------- | --------------- | --------------- | --------------- | ------------------ | ------------------ | ------------------ | ----------- | ----------- | ----------- | ------ | ------ |
| 2020-2021                 | Barcellona                | PD                        | 1          | 0          | CS              | -               | -               | UWCL               | -                  | -                  | SS          | -           | -           | 1      | 0      |
| 2022-2023                 | Levante Las Planas        | PD                        | 22         | 0          | CS              | -               | -               | -                  | -                  | -                  | -           | -           | -           | 22     | 0      |
| 2023-2024                 | Levante Las Planas        | PD                        | 15         | 0          | CS              | 0               | 0               | -                  | -                  | -                  | -           | -           | -           | 15     | 0      |
| Totale Levante Las Planas | Totale Levante Las Planas | Totale Levante Las Planas | 37         | 0          | -               | 5               | 2               | -                  | -                  | -                  |             | -           | -           | 52     | 22     |
| 2024-2025                 | Como                      | A                         | 16         | 0          | CI              | -               | -               | -                  | -                  | -                  | -           | -           | -           | 16     | 0      |
| 2025-2026                 | Parma                     | A                         | 0          | 0          | CI              | 0               | 0               | -                  | -                  | -                  | AWC         | 0           | 0           | 0      | 0      |
| Totale carriera           | Totale carriera           | Totale carriera           | 91         | 29         | -               | 6               | 2               | -                  | -                  | -                  |             | -           | -           | 97     | 31     |

## Palmarès
- Campionato spagnolo: 1

Barcellona: 2021-2022
- Coppa della Regina: 1

Barcellona: 2020-2021